# Pforzheim
Pforzheim je grad na sjeverozapadu njemačke savezne pokrajine Baden-Württemberg. Nalazi se na sjevernom rubu Schwarzwalda na učću rijeka Enz, Nagold i Würm.
Trenutno je osmi po veličini grad njemačke savezne pokrajine Baden-Württemberg i zaključno s 31.12.2017. godine ima 124.289 stanovnika. Pforzheim je ujedino i okrug sa 650.000 stanovnika i pripada upravnom području Karlsruhe. Veći bliži gradovi su Karlsruhe, koji se nalazi 25 km sjeverozapadno i Stuttgart, koji se nalazi 37 km jugoistočno od njega. Pforzheim je neovisan grad, ali istovremeno i središte okruga, kojeg je grad skoro potpuno zahvatio. Grad je ujedno i gornji centar sjevernog područja Schwarzwalda, te je dom brojnim srednjim školama i sveučilištu primjenenih znanosti (Sveučilište Pforzheim).
Pforzheim su prvotno naseljavali Rimljani. 
Pforzheim je posebno poznat po industriji nakita, obradi zlata i proizvodnji skupocjenih satova.

## Gradovi partneri
Pforzheim ima ugovore o partnerstvu sa sljedećim gradovima:
- Gernika-Lumo
- Saint-Maur-des-Fossés
- Vicenza
- Częstochowa
- Irkutsk
- Nevşehir
- Győr
- Osijek - od 29. lipnja 2008.

## Vanjske poveznice
- Službena stranica (njem.)

### Ostali projekti
|  | Zajednički poslužitelj ima još gradiva o temi Pforzheim |